# 物産館 (建築物)
物産館（ぶっさんかん）とは、かつて日本の東京都港区西新橋にあった建築物である。旧称は日産館。別称は日産ビルディング（日産館時代）、三井物産館、三井物産本社ビル（物産館時代）など。

## 沿革

### 日産財閥

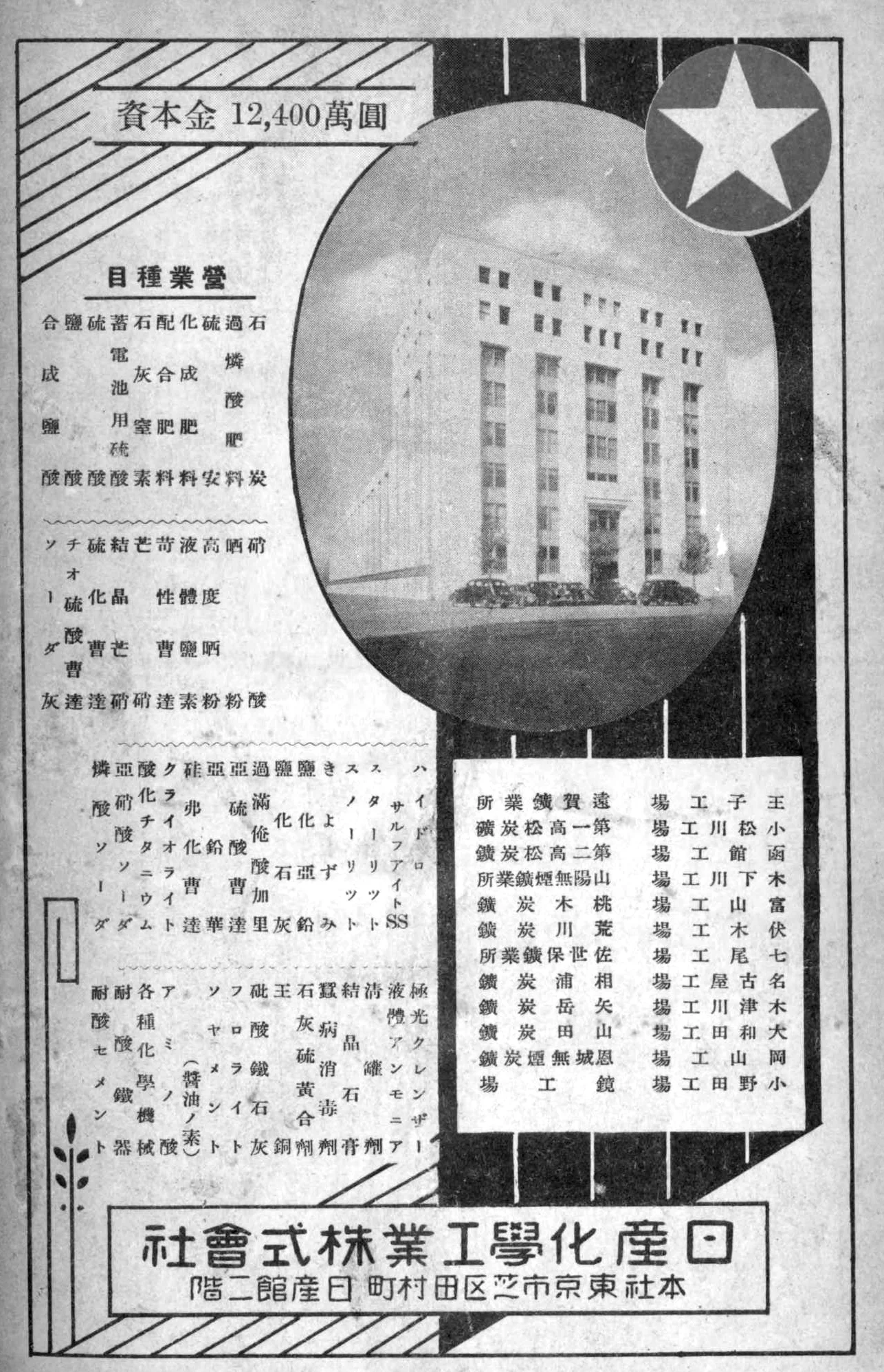
本社が置かれた日産化学工業の広告（1939年）写真の建物は日産館

日産コンツェルンはそれまで麹町区八重洲町（現千代田区丸の内2丁目）にあった三菱仲15号館を拠点としていたが、事業の拡大によって手狭となってきた。そのため、芝区田村町（現港区西新橋1丁目）に自社ビルを建設することとなり、1934年11月に着工、1937年7月に竣工した。
日中戦争・第二次世界大戦の進捗に伴う戦局の変化から、1944年に大日本帝国海軍に接収され、艦政本部が置かれた。終戦後は東京大空襲で庁舎を焼失した外務省が入居し、終戦連絡中央事務局が設置された。財閥解体の過程で、厚生省に所有権が移っていた日産館は、日産コンツェルン傘下だった合同ビルディングが買い戻し、貸事務所として使用された。1954年7月15日には、日本初の屋上プールが営業を開始している。

### 三井財閥へ
1956年、鮎川義介は日産館を所有会社の合同ビルディングと共に三井物産に売却した。日産館は「物産館」と改称され（同時に合同ビルディングは社名を「物産不動産」に変更）、三井物産の本社社屋として使用されるようになる。
1974年10月14日、3階にあった三井物産電算機室に仕掛けられた爆弾が爆発。16人が負傷した（三井物産爆破事件）。この事件は東アジア反日武装戦線による一連の連続企業爆破事件のひとつに数えられる。
1976年10月、三井物産は本社を大手町に新築した三井物産ビルに移転した。これを機に、隣接する日比谷国際ビルヂング（旧NHK東京放送会館。1938年築）、富国館（1927年築）との一体再開発が、所有各社や周辺地権者の間で検討されたが、物産不動産は単独での改築に方針を転換した。同年12月、桜田門の警視庁本部新庁舎建設に伴う新橋仮庁舎として1980年7月まで使用後、1981年1月日比谷セントラルビル建設のため解体された。

## 建築概要
規模・構造は鉄骨鉄筋コンクリート構造の地下1階、塔屋2階付地上8階建てで、敷地面積は約4,200平方メートルにして建築面積は約3,600平方メートル、延床面積は約27,000平方メートルといった当時の日本としては規模大なるもの。高さ約31メートル。近世式という様式。設計・施工は日産系の中央土木株式会社（合併を経て、現・りんかい日産建設）で、設計主任は川本良一、監督主任は西山銀吉であった。